# Marañónwinterkoning
De Marañónwinterkoning (Pheugopedius sclateri; synoniem: Thryothorus sclateri) is een zangvogel uit de familie Troglodytidae (winterkoningen).

## Verspreiding en leefgebied
Deze soort telt 3 ondersoorten:
- P. s. columbianus: westelijk Colombia.
- P. s. paucimaculatus: westelijk Ecuador.
- P. s. sclateri: zuidelijk Ecuador en noordelijk Peru.